# Funerair erfgoed

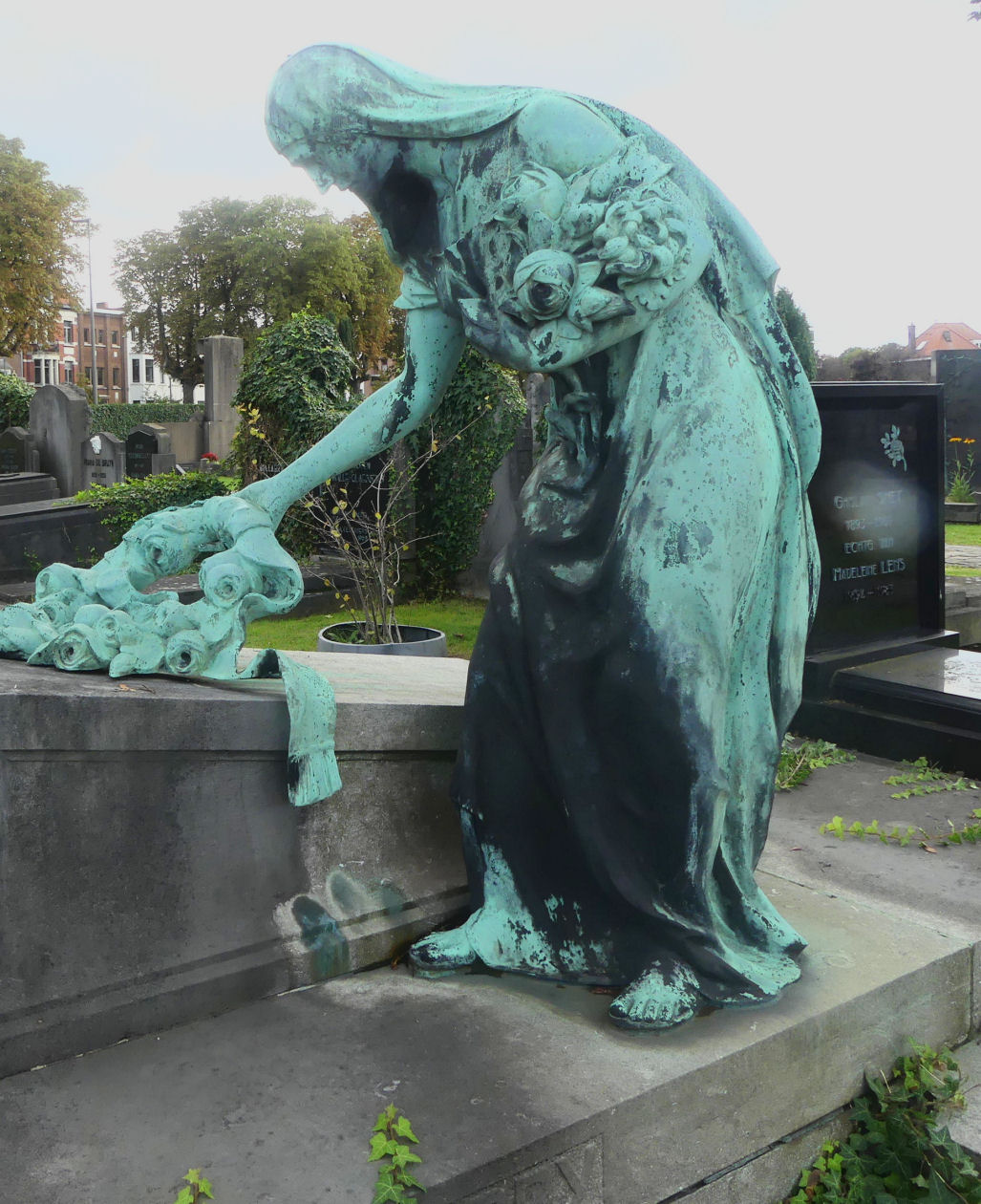
Voorbeeld van funerair erfgoed: treurende vrouw in brons, Berchem

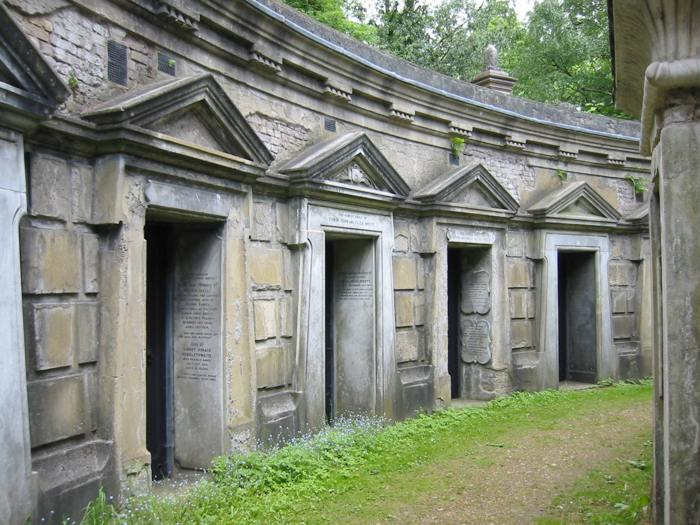
Circelvormige grafgalerij, 19e eeuw in Londen.

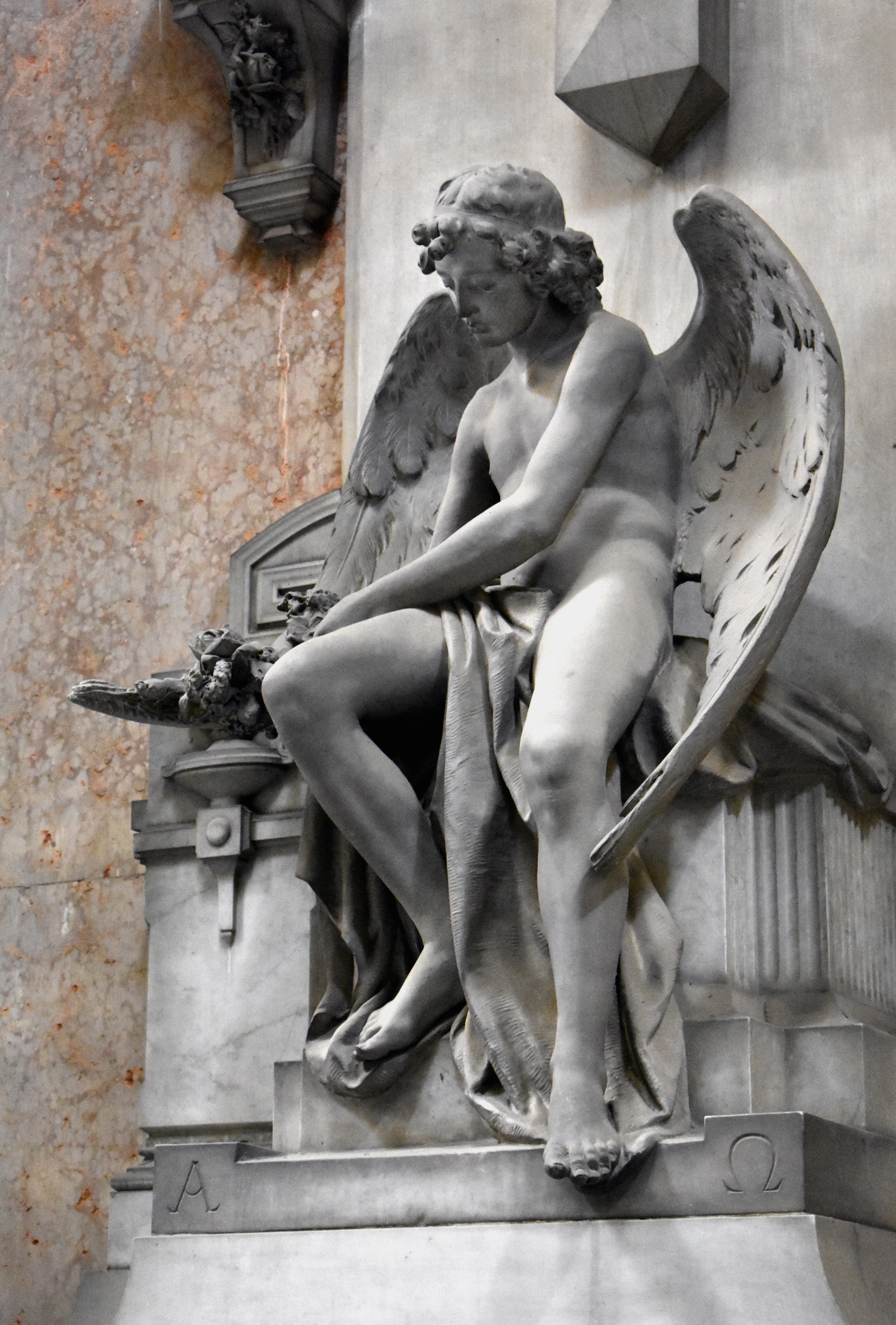
Beeldhouwwerk, Genua Monumentale begraafplaats van Staglieno

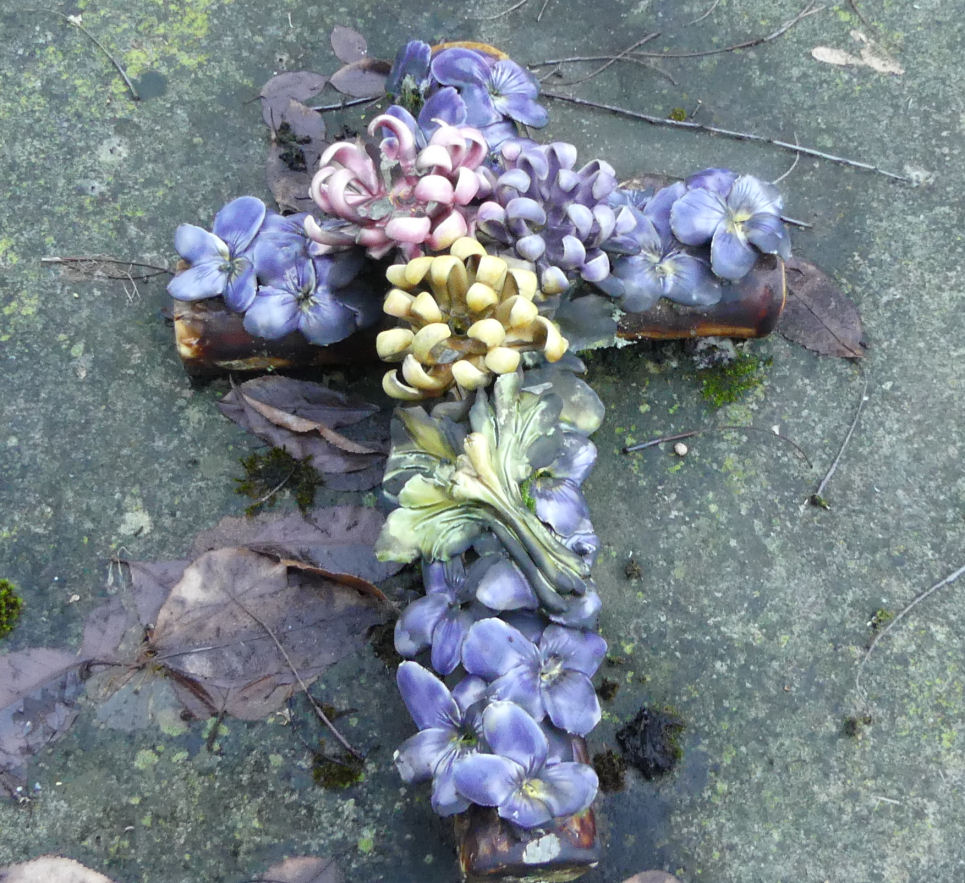
Kruis met bloemen in keramiek, Gent.

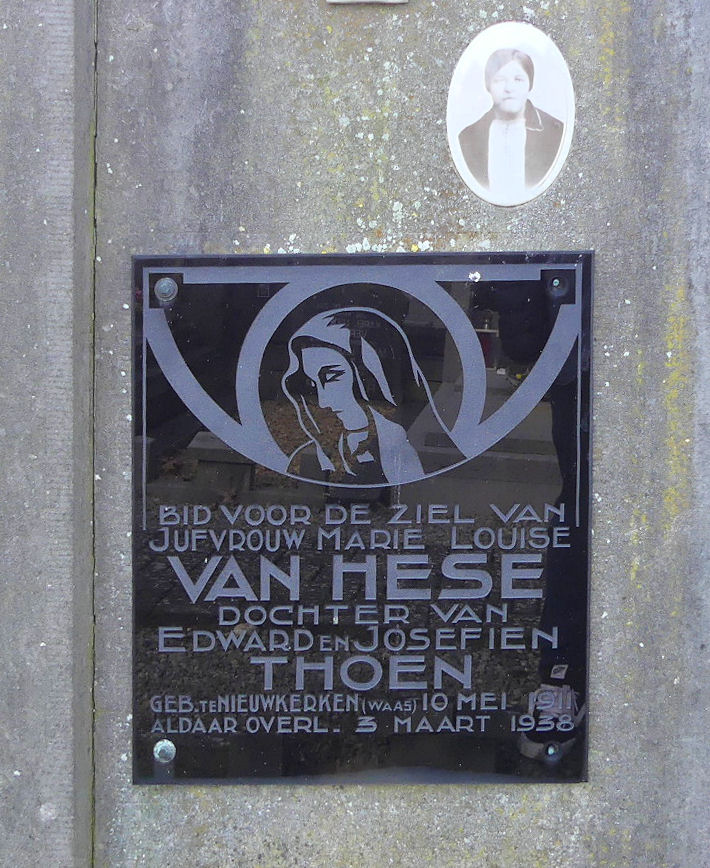
Grafschrift met figuur in zwart marbriet.

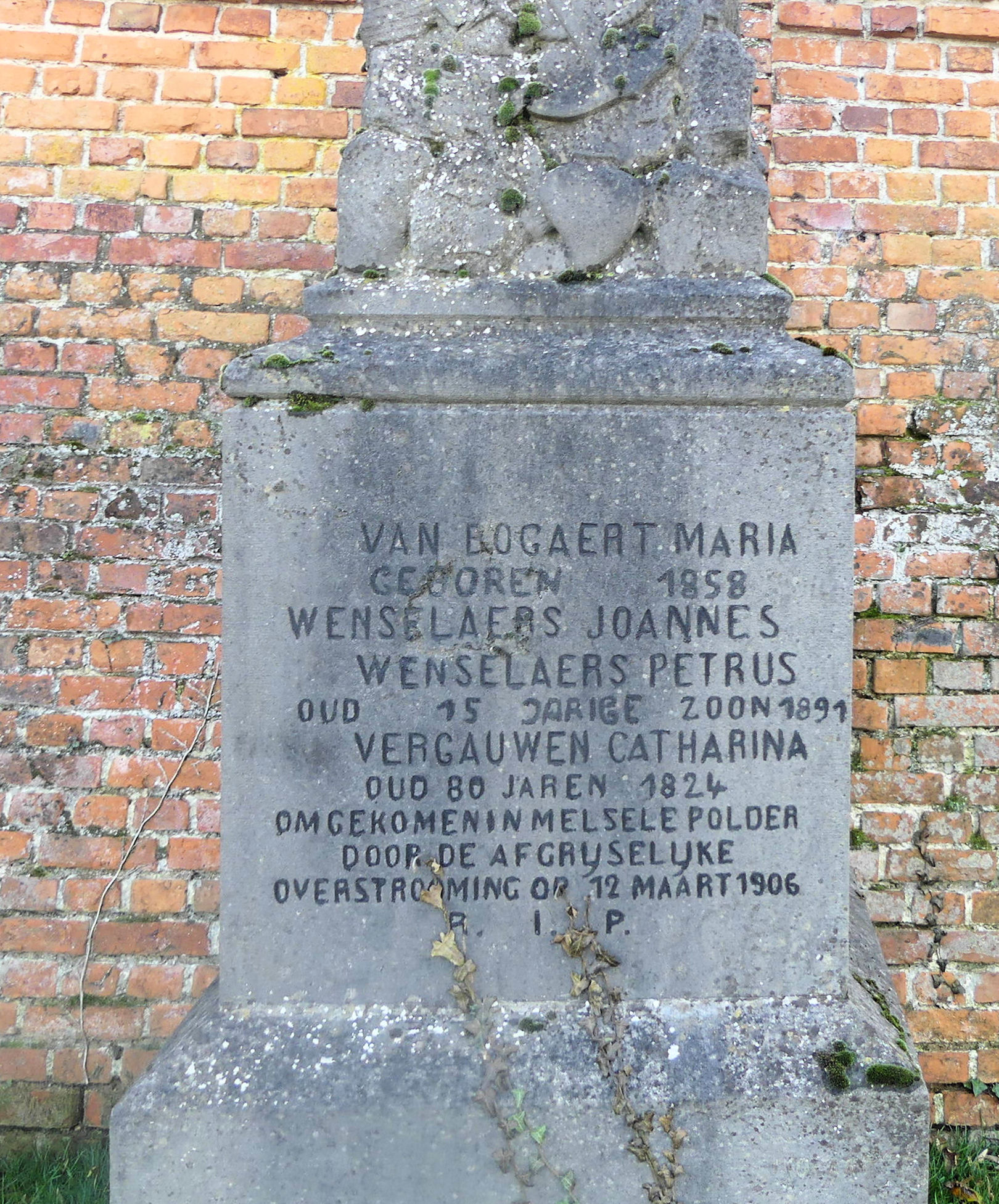
In 1906 brak de polderdijk, waarvoor dit monument in arduin werd opgericht, begraafplaats van Melsele

Funerair erfgoed is erfgoed dat te maken heeft met de dood en begrafenissen. Het bestaat uit zowel immaterieel als materieel erfgoed.

## Immaterieel funerair erfgoed
Voorbeelden van immaterieel erfgoed zijn de gebruiken en tradities met betrekking tot begraven en cremeren. 

## Materieel funerair erfgoed
Het materieel funerair erfgoed bestaat uit onroerend en roerend erfgoed.

#### Onroerend
Tot het onroerend funerair erfgoed behoren de begraafplaatsen en hun structuur (de aanleg, padenstructuur, omheiningsmuren, poorten, lijkhuis etc.), de individuele graftekens, grafmonumenten en grafkunst, de collectieve grafpercelen, zoals de columbaria, de beplanting, zoals hagen, bomen, struiken, grafbeplantingen en de archeologische kwaliteiten van het graf en de begraafplaats.

#### Roerend
Roerend funerair erfgoed is niet plaatsgebonden. Hiertoe behoren bijvoorbeeld rouwkleding, lijkwagens, memorietafels en bidprentjes.

## Onderhoud materieel erfgoed
Zowel in Nederland als België wordt het funerair erfgoed van overheidswege beschermd en worden instructies gegeven over de conservatie ervan. Omdat een groot deel van dit erfgoed zich in het openbaar domein bevindt, valt een grote verantwoordelijkheid vaak bij de plaatselijke besturen, die het concessiebeheer uitwerken. Het onderhoud omvat:
- de begraafplaatsen
- bronzen monumenten
- funderingsmetselwerk en grafkelders
- geglazuurd aardewerk
- gietijzeren en smeedijzeren elementen
- graftekens
- groene zones
- maatregelen tegen bodemerosie
- onderhoud van natuursteen: arduin, graniet, marmer

## Funerair Erfgoed in België
In België zijn er verschillende begraafplaatsen bekend om hun waardevol funerair erfgoed, sommige begraafplaatsen hebben zones die beschermd zijn. In 2023 werden alle militaire begraafplaatsen van de 1e wereldoorlog door UNESCO opgenomen in de lijst van werelderfgoed omwille van hun uitzonderlijke waarde.

### Brussel
- 1866: Begraafplaats van Dieweg
- 1877: Begraafplaats van Elsene
- 1895: Begraafplaats van Sint-Gillis
- Begraafplaats van Sint-Joost-ten-Node
- Kerkhof van Laken, met beeldhouwwerk door steenhouwer Ernest Salu.

### Vlaanderen
Chronologische lijst van enkele begraafplaatsen.
- 1807: Oud Kerkhof, Hasselt
- 1847: Campo Santo, Sint-Amandsberg
- 1862: Westerbegraafplaats, Gent.
- 1879: Parkbegraafplaats Tereken, Sint-Niklaas.
- 1883: Begraafplaats van Dendermonde
- 1914: Deutscher Soldatenfriedhof Vladslo, Vladslo
- 1921: Schoonselhof, Antwerpen

afzonderlijke graftekens:
- Grafkapel Rutten
- Grafkapel van de familie Rubens
- Praalgraf van Francisco Marcos de Velasco

### Wallonië
- Grafkapel van de Heer van Boussu

## Funerair Erfgoed in Nederland
Nederland telt meer dan 4.000 begraafplaatsen, waarvan sommige al vanaf de middeleeuwen in gebruik zijn. De grootte varieert van slechts een paar vierkante meter tot meer dan 30 hectare. 
Zo’n 1.300 objecten op 550 begraafplaatsen zijn beschermd door de rijksoverheid. Ook gemeenten beschermen steeds vaker begraafplaatsen en grafmonumenten. In totaal is bijna een kwart van de begraafplaatsen in Nederland deels of geheel beschermd.
- Grafkapel van de familie Mutsaerts
- Praalgraf van Willem van Oranje
- Grafmonument van de familie Van der Aa

## Funerair erfgoed in Frankrijk

### Parijs
In Parijs zijn verschillende begraafplaatsen zeer vermaard voor hun grote hoeveelheid waardevol erfgoed.
- begraafplaats van Père-Lachaise
- Cimetière du Montparnasse
- Cimetière de Montmartre
- Koninklijke begraafplaats van Saint-Denis

## Funerair erfgoed in Spanje

### Madrid
- begraafplaats van San Isidro
- Koninklijke grafkelder van het Escorial

## Funerair erfgoed in Italië

### Genua
- Monumentale begraafplaats van Staglieno

## Funerair erfgoed in Engeland

### Londen
"The Magnificent Seven" zijn zeven victoriaanse begraafplaatsen die bekend zijn door onder andere hun architectuur.
- Abney Park Cemetery
- Brompton Cemetery
- Highgate Cemetery
- Kensal Green Cemetery
- Nunhead Cemetery
- Tower Hamlets Cemetery
- West Norwood Cemetery